# Ерланд Йонсен
Ерланд Йонсен (норв. Erland Johnsen, нар. 5 квітня 1967, Мосс) — норвезький футболіст, що грав на позиції захисника. По завершенні ігрової кар'єри — тренер.
Виступав, зокрема, за клуб «Челсі», а також національну збірну Норвегії.
Чемпіон Німеччини. Володар Кубка Англії.

## Клубна кар'єра
У дорослому футболі дебютував 1983 року виступами за команду клубу «Мосс», в якій провів п'ять сезонів, взявши участь у 55 матчах чемпіонату. 
Протягом 1988—1989 років захищав кольори команди клубу «Баварія». За цей час виборов титул чемпіона Німеччини.
Своєю грою за останню команду привернув увагу представників тренерського штабу клубу «Челсі», до складу якого приєднався 1989 року. Відіграв за лондонський клуб наступні вісім сезонів своєї ігрової кар'єри. За цей час додав до переліку своїх трофеїв титул володаря Кубка Англії.
Протягом 1997—1998 років захищав кольори команди клубу «Русенборг».
Завершив професійну ігрову кар'єру у клубі «Стремсгодсет», за команду якого виступав протягом 1998—1999 років.

## Виступи за збірні
Протягом 1986–1988 років залучався до складу молодіжної збірної Норвегії. На молодіжному рівні зіграв у 16 офіційних матчах.
1988 року дебютував в офіційних матчах у складі національної збірної Норвегії. Протягом кар'єри у національній команді, яка тривала 8 років, провів у формі головної команди країни 24 матчі, забивши 2 голи.
У складі збірної був учасником чемпіонату світу 1994 року у США.

## Кар'єра тренера
Розпочав тренерську кар'єру відразу ж після завершення кар'єри гравця, 1999 року, очоливши тренерський штаб клубу «Стремсгодсет».
Протягом тренерської кар'єри також очолював команди клубів «Мосс» та «Фолло».
2008 року став головним тренером команди «Ліллестрем», тренував команду з Ліллестрема один рік.
Наразі останнім місцем тренерської роботи був клуб «Стреммен», головним тренером команди якого був з 2012 по 2013 рік.

## Титули і досягнення
- Чемпіон Німеччини (1):

«Баварія»: 1988-1989
- Володар Кубка Англії (1):

«Челсі»: 1996-1997